# Arda-Mulissi
Arda-Mulissu ou Arda-Mulissi (em acádio: Arda-Mulišši, "servo de Mulissu"), também conhecido nos escritos hebraicos como Adrameleque (em hebraico: אדרמלך; romaniz.: Adrammelek; lit. "Honra do rei", "Adar é príncipe" ou "Adar é conselheiro"), foi um príncipe herdeiro da Assíria e filho do rei assírio Senaqueribe. Ele foi irmão de Assurnadinsumi e irmão mais velho do herdeiro Assaradão. Foi príncipe-herdeiro até o final do reinado do primogênito Assurnadinsumi na Babilônia em 694 a.C.

## Vida

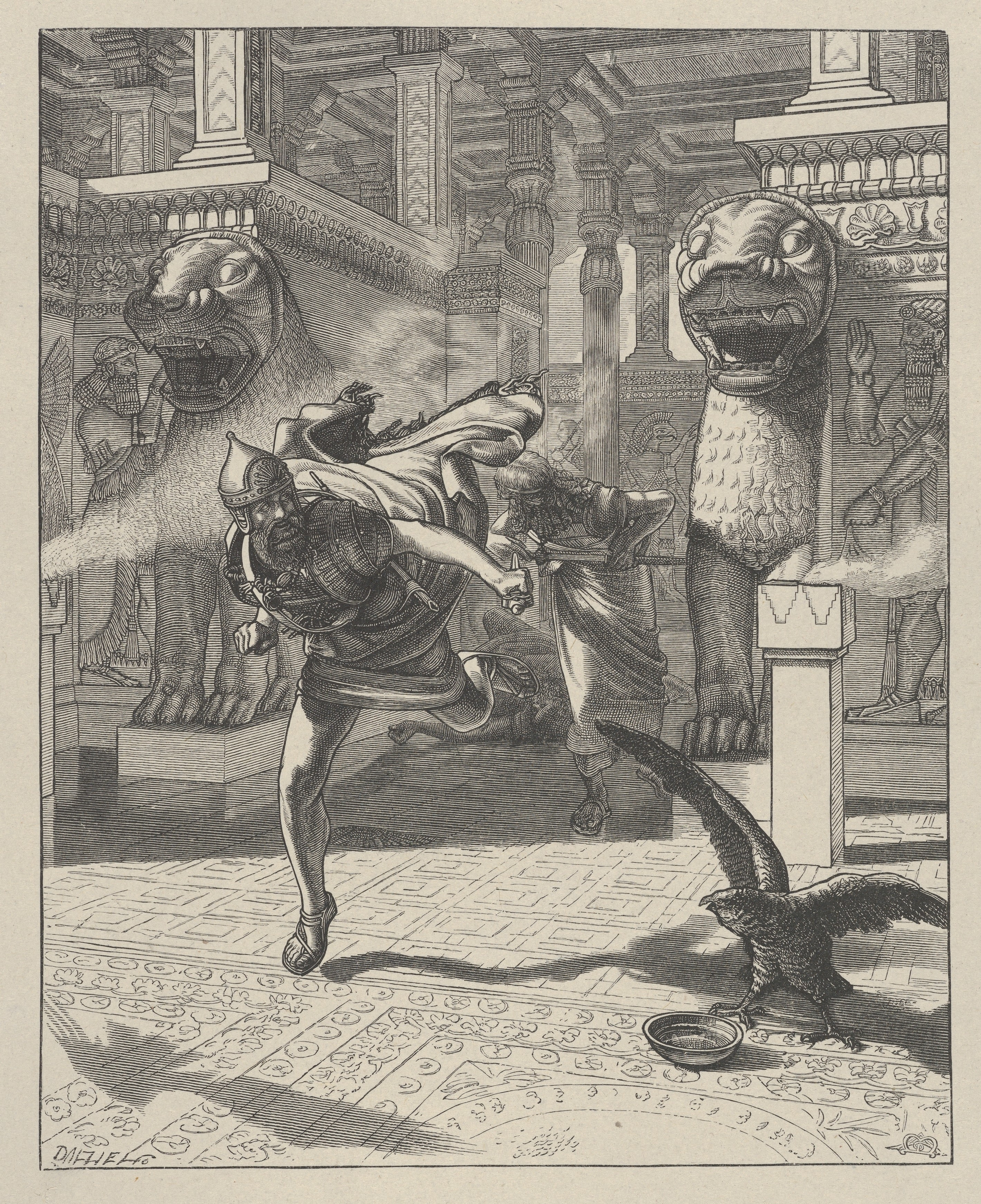
Ilustração representando Arda-Mulissu e Sarezer fugindo após assassinar Senaqueribe.

Arda-Mulissu foi forçado a jurar lealdade a Assaradão por seu pai, mas repetidamente tentou apelar a Senaqueribe para aceitá-lo novamente como herdeiro. Senaqueribe notou a popularidade crescente de Arda-Mulissu e começou a temer por seu sucessor designado, então enviou Assaradão para as províncias ocidentais. Este exílio do herdeiro caçula colocou Arda-Mulissu em uma posição difícil, pois ele havia atingido o auge de sua popularidade, mas estava impotente para agir com Assaradão longe. Para aproveitar a oportunidade, Arda-Mulissu decidiu que precisava agir rapidamente e assumir o trono à força.
Em 681 a.C., Arda-Mulissu se aliou à Sarezer (Nabusarusur na língua acádia), que também era seu irmão, e fez um tratado de rebelião. Os irmãos invadiram um templo em Nínive onde Senaqueribe estava, pois estava adorando à Nisroque. Então, Arda-Mulissu e Sarezer mataram seu pai, e depois fugiram para a terra de Ararate (conhecido como Urartu). Arda-Mulissu não conseguiu assumir o reinado, pois o assassinato causou ressentimentos nos partidários contra ele, o que motivou a fuga.
Após assumir o reino, Assaradão fez questão de exterminar os políticos inimigos, os rebeldes e aqueles que ajudaram a matar seu pai, e inclusive à Arda-Mulissu e Sarezer. Os dois irmãos viveram em Urartu até 673 a.C.